# جام حذفی فوتبال ایتالیا ۰۳–۲۰۰۲
جام حذفی فوتبال ایتالیا ۰۳–۲۰۰۲ پنجاه و ششمین فصل از رقابت‌های کوپا ایتالیا بود. در پایان این دوره باشگاه فوتبال آ.ث. میلان با نتیجه ۶–۳ باشگاه فوتبال آ.اس. رم را شکست داد و برای پنجمین بار قهرمان کوپا ایتالیا شد.